# Yuma Maruyama
Yūma Maruyama (丸山 優真, Maruyama Yūma, né le 3 juin 1998), est un athlète japonais, spécialiste des épreuves combinées.

## Biographie
En 2023, il devient champion d'Asie en salle de l'heptathlon en totalisant 5 801 points. La même année, il décroche le titre continental sur décathlon avec une marque de 7 745 points. 

## Palmarès
| Date | Compétition                  | Lieu              | Résultat | Épreuve    | Temps     |
| ---- | ---------------------------- | ----------------- | -------- | ---------- | --------- |
| 2016 | Championnats d'Asie juniors  | Hô Chi Minh-Ville | 1er      | Décathlon  | 6 748 pts |
| 2023 | Championnats d'Asie en salle | Astana            | 1er      | Heptathlon | 5 801 pts |
| 2023 | Championnats d'Asie          | Bangkok           | 1er      | Décathlon  | 7 745 pts |
| 2023 | Championnats du monde        | Budapest          | 15e      | 7 844 pts  |           |

## Records
| Épreuve           | Performance   | Lieu       | Date             |
| ----------------- | ------------- | ---------- | ---------------- |
| 100 m             | 10 s 80       | Nagano     | 16 juin 2018     |
| Saut en longueur  | 7,48 m        | Osaka      | 7 juillet 2018   |
| Lancer du poids   | 13,70 m       | Bangkok    | 13 juillet 2023  |
| Saut en hauteur   | 2,02 m        | Kawasaki   | 7 septembre 2018 |
| 400 m             | 48 s 96       | Osaka      | 30 avril 2022    |
| 110 m haies       | 13 s 90       | Osaka      | 8 juillet 2018   |
| Lancer du disque  | 42,33 m       | Kagoshima  | 3 mai 2021       |
| Saut à la perche  | 4,80 m        | Setagaya   | 19 juillet 2020  |
| Lancer du javelot | 61,72 m       | Sagamihara | 24 mai 2019      |
| 1 500 m           | 4 min 33 s 85 | Akita      | 11 juin 2023     |
| Décathlon         | 7 816 pts     | Akita      | 11 juin 2023     |

| Épreuve          | Performance   | Lieu   | Date            |
| ---------------- | ------------- | ------ | --------------- |
| 60 m             | 7 s 09        | Astana | 11 février 2023 |
| Saut en longueur | 7,19 m        | Astana | 11 février 2023 |
| Lancer du poids  | 13,54 m       | Astana | 11 février 2023 |
| Saut en hauteur  | 1,97 m        | Astana | 11 février 2023 |
| 60 mètres haies  | 7 s 96        | Astana | 12 février 2023 |
| Saut à la perche | 4,70 m        | Astana | 12 février 2023 |
| 1 000 m          | 2 min 46 s 38 | Astana | 12 février 2023 |
| Heptathlon       | 5 801 pts     | Astana | 12 février 2023 |